# Museum für die Naturgeschichte des Versteinerten Waldes von Lesbos

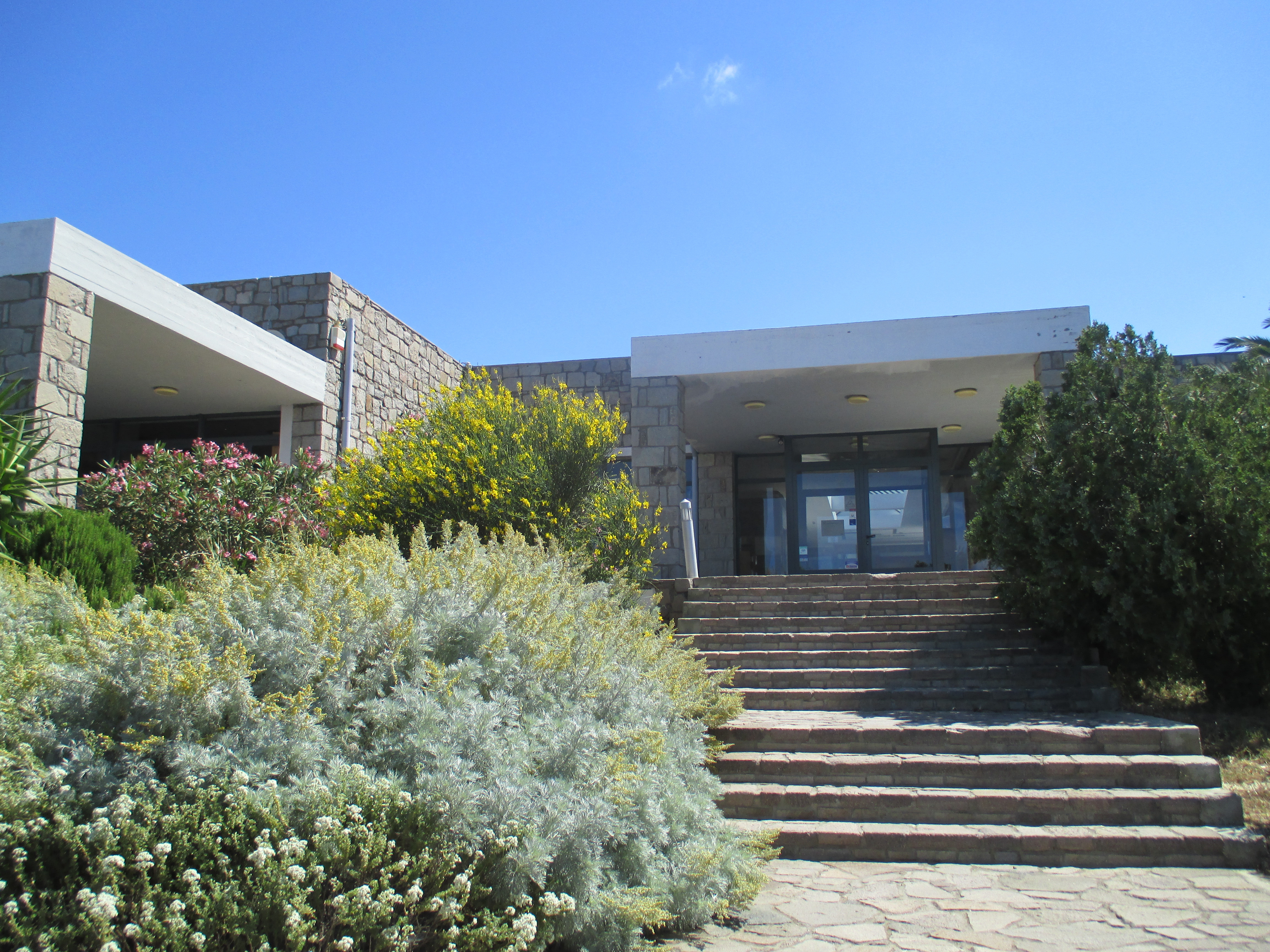
Museum für die Naturgeschichte des Versteinerten Waldes von Lesbos

Das Museum für die Naturgeschichte des Versteinerten Waldes von Lesbos (griechisch Μουσείο Φυσικής Ιστορίας Απολιθωμένου Δάσους Λέσβου) liegt im Westen der Insel, in der Ortschaft Sigri, unweit vom Geopark des Versteinerten Waldes.

## Geschichte
Das Museum wurde 1994 gegründet und 2001 in seinem heutigen Gebäude eröffnet. Sein Ziel ist neben der Dokumentation des versteinerten Waldes auch seine Erforschung sowie der Erhalt und der Schutz dieser fossilierten Bäume, die Zeugen einer lang zurückliegenden Zeit sind. Das Museum wird vom griechischen Ministerium für Kultur und Sport beaufsichtigt und verwaltet auch den in der Nähe gelegenen Geopark.
Im Jahr 2000 wurde das Museum mit seinem Geopark Gründungsmitglied des European Network of Geoparks. Der Geopark selbst gehört zum World Network of UNESCO Geoparks.

## Ausstellung und Museumsgebäude

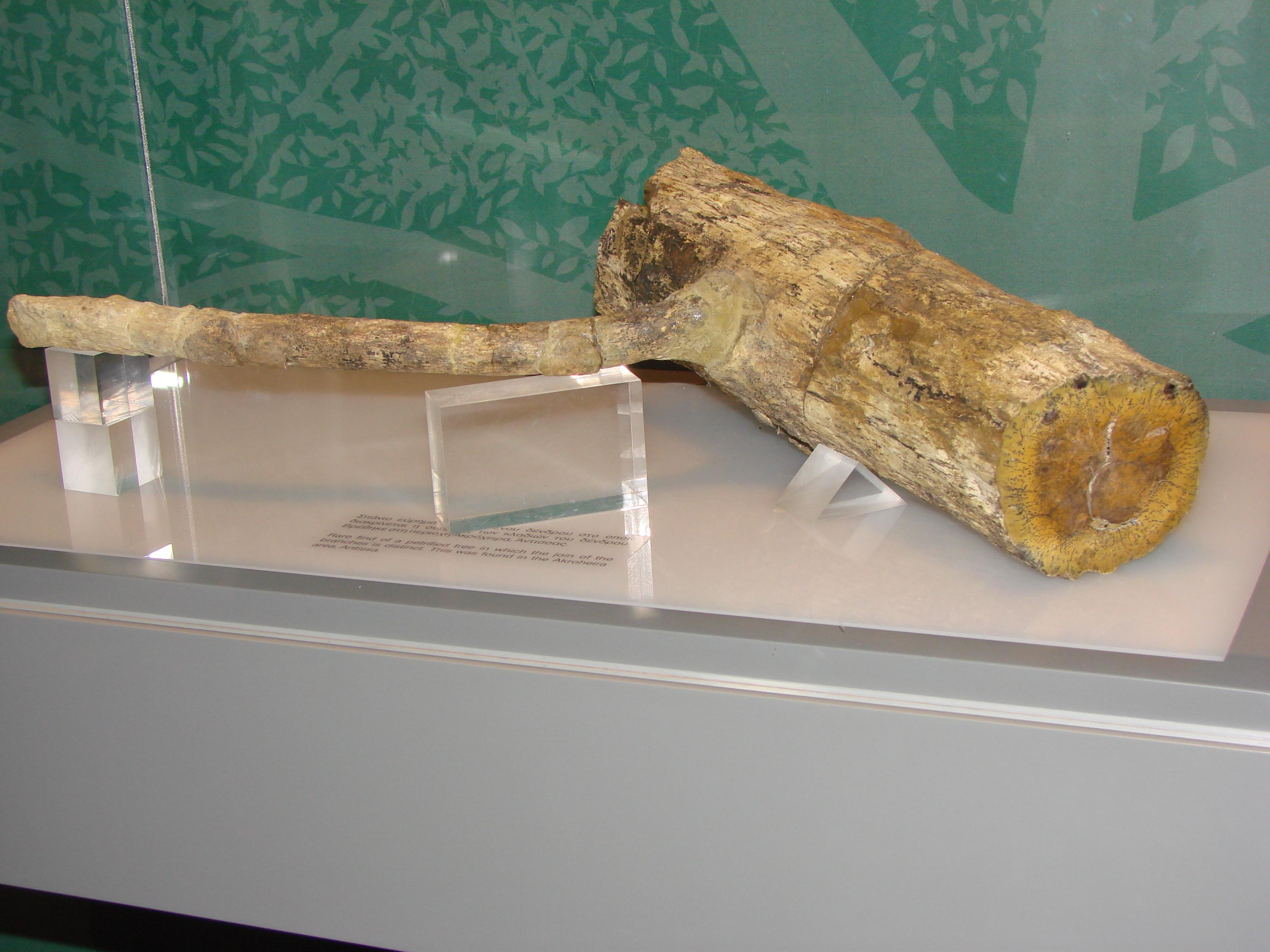
Versteinerter Baumstamm im Museum

Die ständige Ausstellung „Die geohistorische Entwicklung der Ägäis“ dokumentiert und erklärt die geologischen Phänomene und Prozesse, die vor geschätzt 20 Millionen Jahren zur Entstehung des versteinerten Waldes auf Lesbos beigetragen haben. Dabei wird in verschiedenen Ausstellungsbereichen über die Entstehung des Ägäischen Meeres, Vulkane und Vulkanfelsen, die geologische Struktur von Lesbos und die ersten Menschen in diesem Gebiet anhand von Modellen und Funden informiert. Im Museum befindet sich auch eine kleine Mineraliensammlung, die unter anderem interessante Quarz-, Amethyst- und Chalcedon-Funde umfasst.
Außer den Räumen der ständigen Ausstellung verfügt der flache, in die Landschaft integrierte Museumsbau über einen Tagungsraum, ein Labor, eine Bibliothek, einen Raum für wechselnde Ausstellungen sowie ein Café und einen Museumsshop. Zum Gebäude wurde auch ein barrierefreier Zugang gelegt. Es wurde in den Aktionsplan „Nord-Ägäis 2020-2024“ (Επιχειρησιακό Πρόγραμμα “Βόρειο Αιγαίο 2020-2024”) der Region Nördliche Ägäis integriert, der den Einsatz von regenerativen Energiequellen fördert. Der Energiebedarf des Museums wird nun fast ausschließlich aus umweltverträglichen Energiequellen gespeist. 2021 erhielt das Museum in der Kategorie Large Scale Landscape Design/Heritage & Culture für die Förderung und den Erhalt des Versteinerten Waldes den Bronzepreis von der Boussias-Organisation, die unter der Schirmherrschaft der Panhellenischen Vereinigung der Landschaftsarchitekten steht.